# Partit Socialdemòcrata d'Alemanya
El Partit Socialdemòcrata d'Alemanya (en alemany, Sozialdemokratische Partei Deutschlands) és un partit polític alemany d'ideologia socialdemòcrata fundat el 1863. És membre del Partit Socialista Europeu.

## Ideologia del SPD
El SPD és un partit de centreesquerra alemany, que forma part del PSE (Partit Socialista Europeu).

## Història del SPD
El primer antecedent del Partit Socialdemòcrata d'Alemanya es troba en la fundació, el 23 de maig de 1863, de l'Associació General de Treballadors d'Alemanya (Allgemeiner Deutscher Arbeiterverein, ADAV, la primera organització obrera alemanya) per part de Ferdinand Lassalle. Es tractava d'una organització socialista de caràcter reformista, en la qual no participaven els marxistes alemanys. L'any següent es va fundar l'Associació Internacional de Treballadors (AIT, o I Internacional), i el 1868 se celebrava a Nuremberg el Congrés d'Associacions Culturals Obreres d'Alemanya, les organitzacions de les quals participants es van adherir a la Internacional, i el 1869 se celebrava el Congrés constituent del Partit Obrer Socialdemòcrata d'Alemanya (Sozialdemokratische Arbeiterpartei Deustchlands, SDAP). El nou partit obrer, liderat per Wilhelm Liebknecht i afí al marxisme, va adoptar en aquell congrés el Programa d'Eisenach (per la ciutat que es va celebrar), en el qual es definia el partit com la secció alemanya de l'AIT i s'exigiria, entre altres coses, la separació entre Església i Estat, el sufragi universal masculí, la substitució de l'exèrcit imperial per una milícia popular, l'abolició del treball infantil i l'establiment d'una jornada normal de treball, el desenvolupament d'un model fiscal progressiu i el suport estatal al cooperativisme.
En 1875, en el Congrés de Gotha, es va produir la unificació de l'associació lassalleana amb els eisenachians en el nou el Partit Socialista dels Treballadors Alemanys (Sozialistische Arbeiterpartei Deutschlands, SAPD). El SAPD va adoptar com primer programa el Programa de Gotha, que va rebre dures crítiques de Marx i Engels per incorporar massa concessions ideològiques a la teoria política lassalleana. En 1890 va adoptar el nom actual.
L'SPD va ser pioner en el treball entre les dones. El 1891 va publicar un article per a les dones treballadores, Die Gleich- heit. També enviava agitadores per a audiències femenines i van pressionar per un departament de dones al partit. Les reformes proposades per Clara Zetkin van ser adoptades per la majoria de partits socialdemòcrates europeus. Aquestes incloïen el vot, la igualtat legal, el finançament complet de la maternitat i les cures dels infants, així com condicions de treball adequades per a la salut de les dones.

### Imperi Alemany
Otto von Bismarck va posar el partit fora de la llei el 1878 per les seves postures revolucionàries i pel seu republicanisme, encara que el partit va seguir presentant candidats, com independents, a les eleccions, convertint-se en el principal partit d'Alemanya. El 1890 va ser legalitzat de nou, contant en aquest any, en les eleccions generals, amb 1.400.000 vots que li van donar 35 diputats al Reichstag. A més tenia 19 diaris i 41 setmanaris, entre ells el seu òrgan teòric Die Neue Zeit (1883-1923; 6.000 exemplars). El 1905 comptava amb 400.000 afiliats. En 1912 es va convertir en la primera força del Parlament alemany amb 110 diputats de 409.
En el congrés de 1891 el SPD va adoptar reemplaçar el Programa de Gotha pel Programa d'Erfurt, elaborat per Karl Kautsky, Eduard Bernstein i August Bebel, en un sentit revolucionari més radical que l'anterior. No obstant això, el partit assumí que la transformació socialista de la societat havia de ser efectuada per un govern legitimat per unes eleccions democràtiques.
Durant la Primera Guerra Mundial va donar suport a la participació d'Alemanya en la guerra, cosa que va suposar la sortida del partit, en 1917, de la seva ala esquerrana, que va formar el Partit Socialdemòcrata Independent d'Alemanya (USPD), i de la Lliga Espartaquista. Aquesta última va donar origen al Partit Comunista d'Alemanya (KPD) el 1918.

### República de Weimar
Després de la proclamació de la república a Alemanya, el SPD es va convertir en part de la coalició de Weimar i en un dels pilars de la República de Weimar mateixa. Va liderar bona part dels gabinets de la república i el 1922 la majoria de l'USPD es va reintegrar en el SPD.

### Tercer Reich
El 14 de juliol de 1933 el partit va ser prohibit per les autoritats nazis després de ser l'únic partit, juntament amb el Partit Comunista d'Alemanya que havia votat en contra de la Llei de plens poders, que donava poders extraconstitucionals al govern nazi. El SPD va establir la seu general a l'exili, primer a Praga i després a París i Londres.

### Postguerra
En acabar la Segona Guerra Mundial el SPD es va dividir en dos partits. A l'Alemanya Occidental va tornar a la normalitat; primer va estar a l'oposició i després va arribar al govern amb Willy Brandt i Helmut Schmidt, entre 1969 i 1982. Paral·lelament, a la part d'Alemanya sota administració soviètica, el SPD es va unir amb el KPD i va formar el Partit Socialista Unificat d'Alemanya (Sozialistische Einheitspartei Deutschlands), que va ser el partit oficial de la República Democràtica Alemanya fins poc abans de la seva desaparició. Així, el partit va deixar d'existir a la RDA fins al seu restabliment el 1989.
En el Programa de Bad Godesberg de 1959 el partit va abandonar oficialment el concepte de lluita de classes i els principis marxistes, i després d'un període en el qual es va oposar a l'entrada a l'OTAN, es va convertir en un dels seus principals valedors.

### Reunificació alemanya
En 1989, poc després de la caiguda del mur de Berlín, es va formar el Partit Socialdemòcrata de la RDA (SPD-DDR, el qual, en 1990 amb la Reunificació alemanya, va unir-se al SPD.
Al congrés de Mannheim de 1995 Oskar Lafontaine va ser escollit líder del partit, derrotant al llavors líder Rudolph Scharping.
Sota el lideratge de Gerhard Schröder, va vèncer a les eleccions federals de 1998 i en coalició amb Aliança 90/Els Verds va tornar al govern. L'aplicació de mesures moderades considerades neoliberals per l'ala esquerra del partit, va provocar descontentament en les seves bases, que havien anat disminuint des d'1.000.000 de militants el 1976 a 775.000 el 1998 i 600.000 al març de 2005. A les eleccions federals de 2002 El SPD va sofrir una notable reculada de vots, però Schroeder va poder repetir govern amb els Verds.
Pel gener de 2005 una part de l'ala esquerra del partit va abandonar per a formar l'Alternativa Electoral pel treball i la Justícia Social (WASG) a la qual es va unir Oskar Lafontaine, antic president del SPD.

### Governs de coalició liderats per la CDU/CSU d'Angela Merkel
A les eleccions federals alemanyes de 2005 el SPD va aconseguir el 38,4% dels vots i 145 escons en el Bundestag, per darrere de la coalició CDU/CSU. Aquests tres partits van formar un govern de coalició sota el lideratge d'Angela Merkel, amb el líder socialdemòcrata Franz Müntefering com a vicecanceller.
A les eleccions federals del setembre de 2009 perderen un gran nombre de diputats i passaren a l'oposició, i la CDU/CSU formà coalició amb el Partit Democràtic Lliure (FDP). En abril de 2011 Guido Westerwelle va deixar la presidència del FDP després de diversos fracassos electorals, sent succeït per Philipp Rösler.
El desembre de 2013 tornen a formar part del govern d'Angela Merkel. Aquest pacte va ser renovat després de les eleccions federals del 2017.
Norbert Walter-Borjans i Saskia Esken es van convertir en els líders del partit el novembre de 2019, i poc després van retirar l'amenaça de retirar-se del govern de Merkel, signant un compromís de mesures per arreglar les relacions entre les faccions d'esquerra i centristes a l'SPD.

### Govern de coalició liderat per Olaf Scholz
El 2021, després de dues legislatures com a soci minoritari del govern d'Angela Merkel, el partit, liderat per Olaf Scholz, va guanyar les eleccions federals, i va aconseguir ser el partit més votat al Bundestag. Com a conseqüència dels nous resultats, Scholz va esdevenir el nou canceller, en coalició amb els verds i l'FDP. L'11 de desembre de 2021 Lars Klingbeil i Saskia Esken van ser escollits com a presidents a la bicefàlia de la formació.
La coalició de govern va col·lapsar el 6 de novembre de 2024 quan Christian Lindner, el ministre de Finances i líder del FDP va ser destituït per Scholz, que va proposar un vot de confiança a mitjans de gener seguit d'unes eleccions anticipades a finals de març amb la intenció de liderar un govern entretant en minoria format pel SPD i els Verds amb l'objectiu d'aprovar projectes de llei clau, inclòs el pressupost del 2025, i finalment va arribar a un acord amb la CDU/CSU per celebrar eleccions anticipades el 23 de febrer de 2025.

## Resultats electorals

### Alemanya Imperial (Reichstag)
| Any  | Vots      | %         | Escons    | +/– | Govern             |
| ---- | --------- | --------- | --------- | --- | ------------------ |
| 1877 | 493,447   | 9.1 (#4)  | 13 / 397  |     | Oposició           |
| 1878 | 437,158   | 7.6 (#5)  | 9 / 397   | 4   | Oposició           |
| 1881 | 311,961   | 6.1 (#7)  | 13 / 397  | 4   | Oposició           |
| 1884 | 549,990   | 9.7 (#5)  | 24 / 397  | 11  | Oposició           |
| 1887 | 763,102   | 10.1 (#5) | 11 / 397  | 13  | Oposició           |
| 1890 | 1,427,323 | 19.7 (#1) | 35 / 397  | 24  | Oposició           |
| 1893 | 1,786,738 | 23.3 (#1) | 44 / 397  | 9   | Oposició           |
| 1898 | 2,107,076 | 27.2 (#1) | 56 / 397  | 12  | Oposició           |
| 1903 | 3,010,771 | 31.7 (#1) | 81 / 397  | 25  | Oposició           |
| 1907 | 3,259,029 | 28.9 (#1) | 43 / 397  | 38  | Oposició           |
| 1912 | 4,250,399 | 34.8 (#1) | 110 / 397 | 67  | Oposició (1912–18) |
| 1912 | 4,250,399 | 34.8 (#1) | 110 / 397 | 67  | Coalició (1918)    |

### República de Weimar (Reichstag)
| Any      | Vots                                        | %         | Escons    | +/– | Govern                  |
| -------- | ------------------------------------------- | --------- | --------- | --- | ----------------------- |
| 1919     | 11,516,852                                  | 37.9 (#1) | 165 / 423 | 55  | Coalició                |
| 1920     | 6,179,991                                   | 21.9 (#1) | 103 / 459 | 62  | Suport extern (1920–21) |
| 1920     | 6,179,991                                   | 21.9 (#1) | 103 / 459 | 62  | Coalició(1921–22)       |
| 1920     | 6,179,991                                   | 21.9 (#1) | 103 / 459 | 62  | Suport extern (1922–23) |
| 1920     | 6,179,991                                   | 21.9 (#1) | 103 / 459 | 62  | Coalició (1923)         |
| 1920     | 6,179,991                                   | 21.9 (#1) | 103 / 459 | 62  | Oposició (1923–24)      |
| May 1924 | 6,008,905                                   | 20.5 (#1) | 100 / 472 | 3   | Oposició                |
| Dec 1924 | 7,881,041                                   | 26.0 (#1) | 131 / 493 | 31  | Oposició (1924–26)      |
| Dec 1924 | 7,881,041                                   | 26.0 (#1) | 131 / 493 | 31  | Suport extern (1926–27) |
| Dec 1924 | 7,881,041                                   | 26.0 (#1) | 131 / 493 | 31  | Oposició (1927–28)      |
| 1928     | 9,152,979                                   | 29.8 (#1) | 153 / 491 | 22  | Coalició                |
| 1930     | 8,575,244                                   | 24.5 (#1) | 143 / 577 | 10  | Oposició                |
| Jul 1932 | 7,959,712                                   | 21.6 (#2) | 133 / 608 | 10  | Oposició                |
| Nov 1932 | 7,247,901                                   | 20.4 (#2) | 121 / 584 | 12  | Oposició                |
| Mar 1933 | 7,181,629                                   | 18.3 (#2) | 120 / 667 | 1   | Oposició                |
| Nov 1933 | Prohibit. El NSDAP era l'únic partit legal. |           |           |     |                         |
| 1936     | Prohibit. El NSDAP era l'únic partit legal. |           |           |     |                         |
| 1938     | Prohibit. El NSDAP era l'únic partit legal. |           |           |     |                         |

### Parlament Federal (Bundestag)
| Eleccions al Bundestag | Eleccions al Bundestag  | Eleccions al Bundestag | Eleccions al Bundestag | Eleccions al Bundestag | Eleccions al Bundestag | Eleccions al Bundestag | Eleccions al Bundestag | Eleccions al Bundestag  |
| Any                    | Candidat                | Circum.                | Circum.                | Llista                 | Llista                 | Escons                 | +/–                    | Govern                  |
| Any                    | Candidat                | Vots                   | %                      | Vots                   | %                      | Escons                 | +/–                    | Govern                  |
| ---------------------- | ----------------------- | ---------------------- | ---------------------- | ---------------------- | ---------------------- | ---------------------- | ---------------------- | ----------------------- |
| 1949                   | Kurt Schumacher         |                        |                        | 6,934,975              | 29.2 (#2)              | 131 / 402              |                        | Oposició                |
| 1953                   | Erich Ollenhauer        | 8,131,257              | 29.5 (#2)              | 7,944,943              | 28.8 (#2)              | 162 / 509              | 22                     | Oposició                |
| 1957                   | Erich Ollenhauer        | 11,975,400             | 32.0 (#2)              | 9,495,571              | 31.8 (#2)              | 181 / 519              | 19                     | Oposició                |
| 1961                   | Willy Brandt            | 11,672,057             | 36.5 (#1)              | 11,427,355             | 36.2 (#1)              | 203 / 521              | 22                     | Oposició                |
| 1965                   | Willy Brandt            | 12,998,474             | 40.1 (#1)              | 12,813,186             | 39.3 (#1)              | 217 / 518              | 14                     | Oposició (1965–66)      |
| 1965                   | Willy Brandt            | 12,998,474             | 40.1 (#1)              | 12,813,186             | 39.3 (#1)              | 217 / 518              | 14                     | CDU/CSU–SPD (1966–69)   |
| 1969                   | Willy Brandt            | 14,402,374             | 44.0 (#1)              | 14,065,716             | 42.7 (#1)              | 237 / 518              | 20                     | SPD–FDP                 |
| 1972                   | Willy Brandt            | 18,228,239             | 48.9 (#1)              | 17,175,169             | 45.8 (#1)              | 242 / 518              | 5                      | SPD–FDP                 |
| 1976                   | Helmut Schmidt          | 16,471,321             | 43.7 (#1)              | 16,099,019             | 42.6 (#1)              | 224 / 518              | 18                     | SPD–FDP                 |
| 1980                   | Helmut Schmidt          | 16,808,861             | 44.5 (#1)              | 16,260,677             | 42.9 (#1)              | 228 / 519              | 4                      | SPD–FDP (1980–1982)     |
| 1980                   | Helmut Schmidt          | 16,808,861             | 44.5 (#1)              | 16,260,677             | 42.9 (#1)              | 228 / 519              | 4                      | Oposició (1982–83)      |
| 1983                   | Hans-Jochen Vogel       | 15,686,033             | 40.4 (#2)              | 14,865,807             | 38.2 (#1)              | 202 / 520              | 26                     | Oposició                |
| 1987                   | Johannes Rau            | 14,787,953             | 39.2 (#1)              | 14,025,763             | 37.0 (#1)              | 193 / 519              | 9                      | Oposició                |
| 1990                   | Oskar Lafontaine        | 16,279,980             | 35.2 (#2)              | 15,545,366             | 33.5 (#2)              | 239 / 662              | 46                     | Oposició                |
| 1994                   | Rudolf Scharping        | 17,966,813             | 38.3 (#1)              | 17,140,354             | 36.4 (#1)              | 252 / 672              | 13                     | Oposició                |
| 1998                   | Gerhard Schröder        | 21,535,893             | 43.8 (#1)              | 20,181,269             | 40.9 (#1)              | 298 / 669              | 43                     | SPD–Verds               |
| 2002                   | Gerhard Schröder        | 20,059,967             | 41.9 (#1)              | 18,484,560             | 38.5 (#1)              | 251 / 603              | 47                     | SPD–Verds               |
| 2005                   | Gerhard Schröder        | 18,129,100             | 38.4 (#1)              | 16,194,665             | 34.2 (#1)              | 222 / 614              | 29                     | CDU/CSU–SPD             |
| 2009                   | Frank-Walter Steinmeier | 12,077,437             | 27.9 (#2)              | 9,988,843              | 23.0 (#2)              | 146 / 622              | 76                     | Oposició                |
| 2013                   | Peer Steinbrück         | 12,835,933             | 29.4 (#2)              | 11,247,283             | 25.7 (#2)              | 193 / 630              | 42                     | CDU/CSU–SPD             |
| 2017                   | Martin Schulz           | 11,426,613             | 24.6 (#2)              | 9,538,367              | 20.5 (#2)              | 153 / 709              | 40                     | CDU/CSU–SPD             |
| 2021                   | Olaf Scholz             | 12,227,998             | 26.4 (#1)              | 11,949,374             | 25.7 (#1)              | 206 / 736              | 53                     | SPD–Verds–FDP (2021–24) |
| 2021                   | Olaf Scholz             | 12,227,998             | 26.4 (#1)              | 11,949,374             | 25.7 (#1)              | 206 / 736              | 53                     | SPD–Verds (2024–25)     |
| 2025                   | Olaf Scholz             | 9.934.614              | 20.1 (#3)              | 8,148,284              | 16.4 (#3)              | 120 / 630              | 86                     | Pendent                 |

### Parlament Europeu
| Any  | Vots       | %          | Escons  | +/– | Grup |
| ---- | ---------- | ---------- | ------- | --- | ---- |
| 1979 | 11,370,045 | 40.83 (#1) | 33 / 81 | Nou | SOC  |
| 1984 | 9,296,417  | 37.41 (#2) | 32 / 81 | 1   | SOC  |
| 1989 | 10,525,728 | 37.32 (#1) | 30 / 81 | 2   | SOC  |
| 1994 | 11,389,697 | 32.16 (#1) | 40 / 99 | 10  | PES  |
| 1999 | 8,307,085  | 30.70 (#2) | 33 / 99 | 7   | PES  |
| 2004 | 5,547,971  | 21.52 (#2) | 23 / 99 | 10  | PES  |
| 2009 | 5,472,566  | 20.78 (#2) | 23 / 99 | =   | S&D  |
| 2014 | 7,999,955  | 27.26 (#2) | 27 / 96 | 4   | S&D  |
| 2019 | 5,914,953  | 15.82 (#3) | 16 / 96 | 11  | S&D  |
| 2024 | 5,548,528  | 13.94 (#3) | 14 / 96 | 2   | S&D  |

### Parlaments estatals (Länder)
| Estat                            | Any  | Vots      | %          | Escons   | +/– | Govern          |
| -------------------------------- | ---- | --------- | ---------- | -------- | --- | --------------- |
| Baden-Württemberg                | 2021 | 535,462   | 11.0 (#3)  | 19 / 154 | =   | Oposició        |
| Baviera                          | 2023 | 1,140,585 | 8.4 (#5)   | 17 / 203 | 5   | Oposició        |
| Berlín                           | 2023 | 278,978   | 18.4 (#2)  | 34 / 147 | 2   | CDU–SPD         |
| Brandenburg                      | 2024 | 463,678   | 30.89 (#1) | 32 / 88  | 7   | SPD–BSW         |
| Bremen                           | 2023 | 376,610   | 29.8 (#1)  | 27 / 84  | 4   | SPD–Verds–Linke |
| Hamburg                          | 2020 | 1,554,760 | 39.0 (#1)  | 54 / 123 | 4   | SPD–Verds       |
| Hessen                           | 2023 | 424,487   | 15.1 (#3)  | 23 / 133 | 6   | CDU–SPD         |
| Baixa Saxònia                    | 2022 | 1,211,418 | 33.4 (#1)  | 57 / 146 | 2   | SPD–Verds       |
| Mecklenburg-Pomerània Occidental | 2021 | 361,761   | 39.6 (#1)  | 34 / 79  | 8   | SPD–Linke       |
| Rin del Nord-Westfàlia           | 2022 | 1,905,002 | 26.7 (#2)  | 56 / 195 | 13  | Oposició        |
| Renània-Palatinat                | 2021 | 691,055   | 35.7 (#1)  | 39 / 101 | =   | SPD–Verds–FDP   |
| Saarland                         | 2022 | 196,799   | 43.5 (#1)  | 29 / 51  | 12  | Majoria         |
| Saxònia                          | 2024 | 172,002   | 7.3 (#4)   | 10 / 119 | =   | CDU–SPD         |
| Saxònia-Anhalt                   | 2021 | 89,475    | 8.4 (#4)   | 9 / 97   | 2   | CDU–SPD–FDP     |
| Slesvig-Holstein                 | 2022 | 221,536   | 16.0 (#3)  | 12 / 69  | 9   | Oposició        |
| Turíngia                         | 2024 | 73,088    | 6.1 (#5)   | 6 / 90   | 2   | SPD–BSW–CDU     |